# Senado Federal do Brasil
O Senado Federal é a câmara alta do Congresso Nacional do Brasil e, ao lado da Câmara dos Deputados, faz parte do Poder Legislativo da União. A atual legislatura é a 57.ª.
A primeira sede do Senado foi o Palácio do Conde dos Arcos, no Rio de Janeiro. A câmara alta lá funcionou desde os primórdios do Império do Brasil até 1925. A partir desse ano, o Senado foi transferido para o Palácio Monroe, permanecendo até 1960, quando foi inaugurada Brasília. Desde então, a sede principal do Senado é o Palácio do Congresso Nacional, juntamente com a Câmara dos Deputados.
A Biblioteca do Senado, denominada Biblioteca Acadêmico Luiz Viana Filho, foi fundada em 18 de maio de 1826 e é uma das mais antigas do Brasil. A biblioteca tem um acervo com mais de três milhões de peças, entre livros e recortes de jornais.

## História

### Império

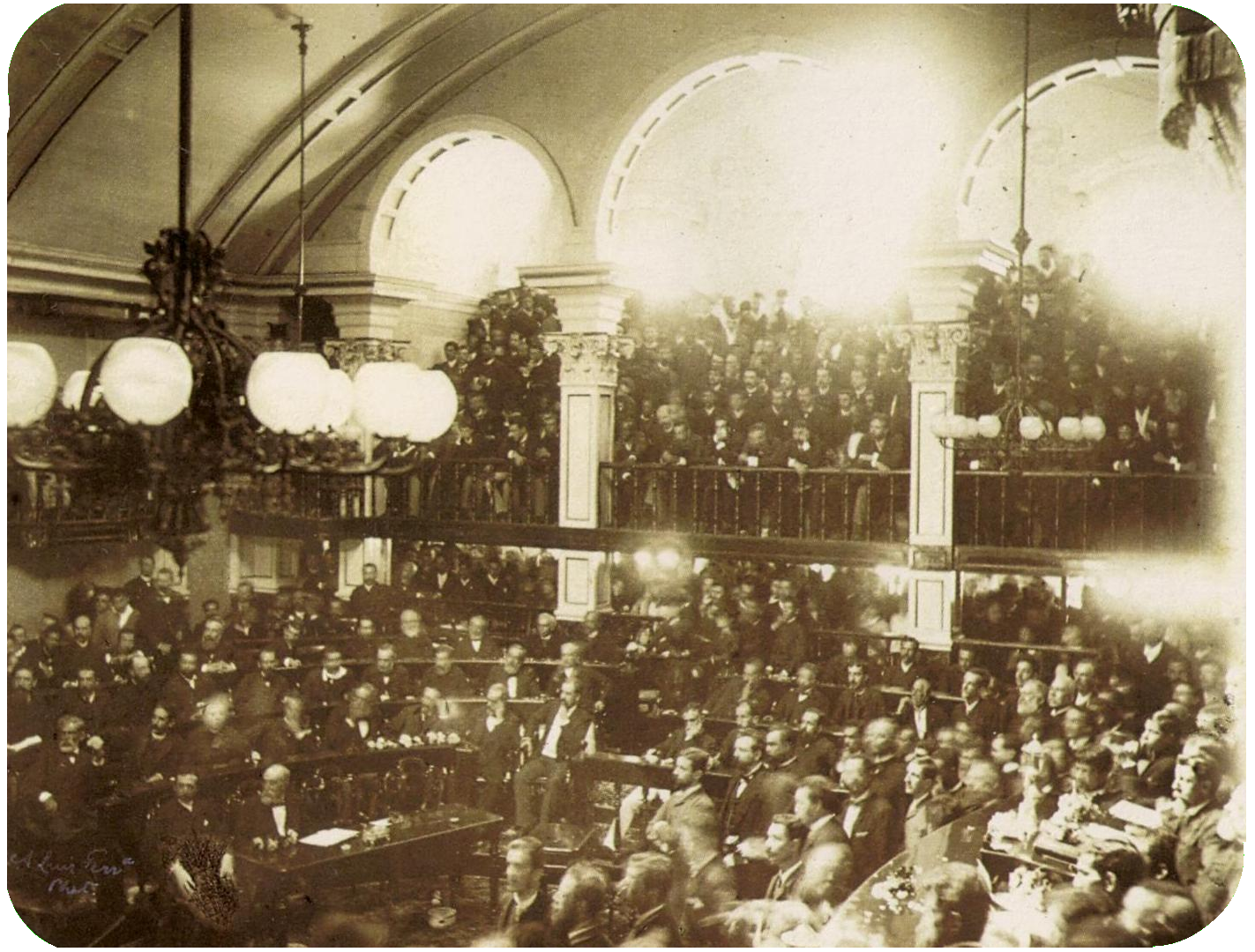
Plenário do Senado durante a sessão de votação e aprovação da Lei Áurea.

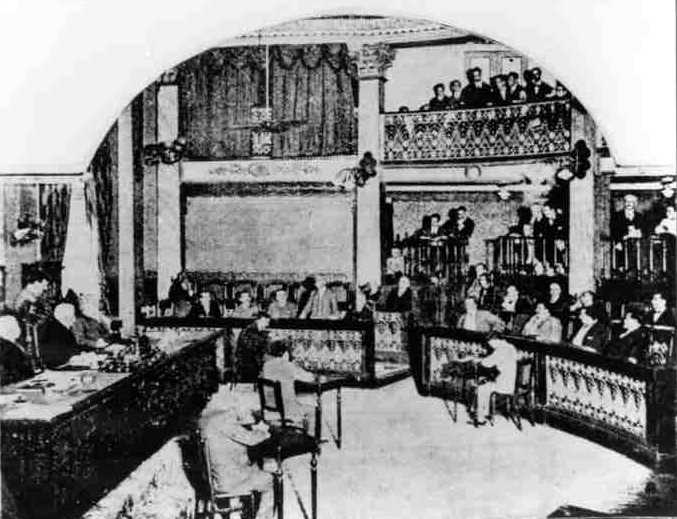
Interior do Palácio do Conde dos Arcos, durante uma sessão plenária do Senado em 1915. No centro, o senador Ruy Barbosa (de pé) em pronunciamento. Imagem publicada pelo jornal Correio da Manhã em 1915.

Foi criado em 25 de março de 1824 pela Constituição Imperial brasileira de 1824 e sendo instalado nos primeiros anos do Império do Brasil, sendo que passou a funcionar no dia 6 de maio de 1826 quando da realização da sessão de abertura da primeira legislatura da Assembleia Geral Legislativa, em reunião conjunta do Senado e da Câmara dos Deputados.
Durante o Império, o Senado brasileiro atendia pelo nome de Senado do Império do Brasil. Tendo a primeira legislatura se reunido em 6 de maio de 1826.  O Senado brasileiro foi inspirado na Câmara dos Lordes do Reino Unido da Grã-Bretanha e Irlanda do Norte, mas com a Proclamação da República do Brasil foi adotado um modelo semelhante ao do Senado dos Estados Unidos.
Na primeira sessão ordinária foi eleita a primeira Mesa Diretora da Casa, cinquenta senadores representavam as províncias em quantidade proporcional à população. Na época, o cargo de senador, vitalício e privativo de brasileiros natos ou naturalizados, exigia idade mínima de 40 anos e rendimento anual mínimo de oitocentos mil réis.
Em 1824 D. Pedro I comprou um imóvel no Rio de Janeiro para a instalação do Senado. Imóvel pertencente ao Conde dos Arcos, 15º e último vice-reino Brasil, por isso ficou conhecido como Palácio Conde dos Arcos. O Senado Federal permaneceu ali até 31 de dezembro de 1924.
O engenheiro Francisco de Souza Aguiar, recebeu a medalha de ouro em uma exposição internacional, onde competia com projetos de engenharia e arquitetura de outros 50 países. Ele projetou um edifício que se tornou a sede do Senado Federal durante a República e que foi inaugurado em 23 de julho em 1906 durante uma conferência Pan-Americana  e recebeu o nome de Palácio Monroe, dado por Barão de Rio Branco, em homenagem ao ex-presidente americano James Monroe. Entretanto, só abrigou o Senado Federal a partir de 3 de maio de 1925, onde continuou como sede oficial até as vésperas da inauguração de Brasília em 1960.
Com a mudança para Brasília a nova sede do senado também comportaria a Câmara dos deputados, realizada por Oscar Niemeyer.

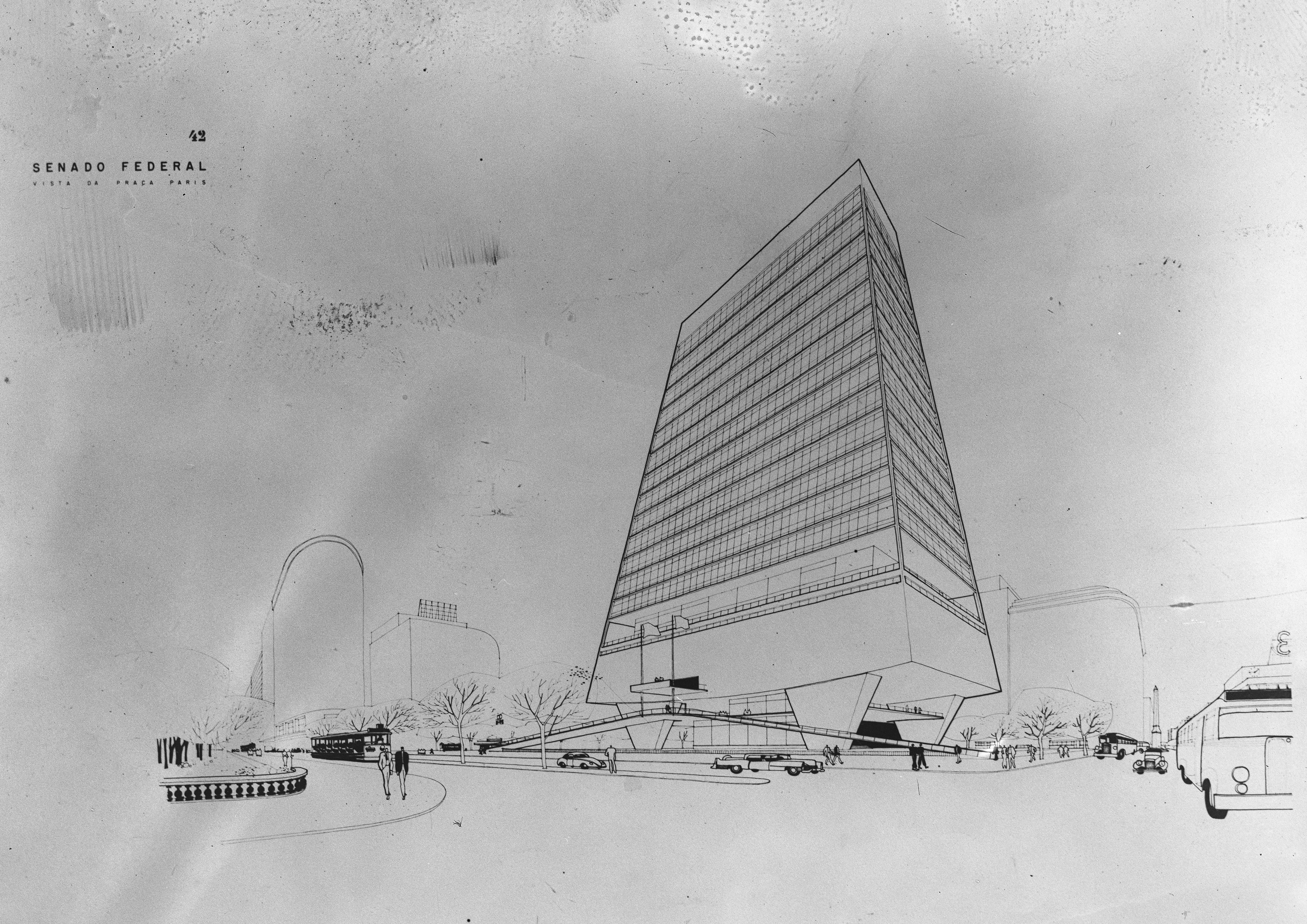
Esboço da sede do Senado no Rio de Janeiro, em 1944.

### República

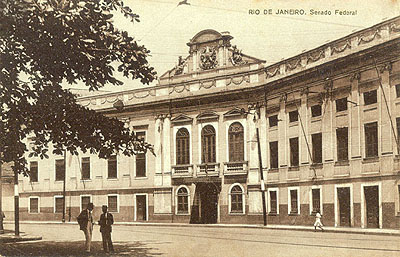
Vista do Palácio do Senado, no Rio de Janeiro, na década de 1910.

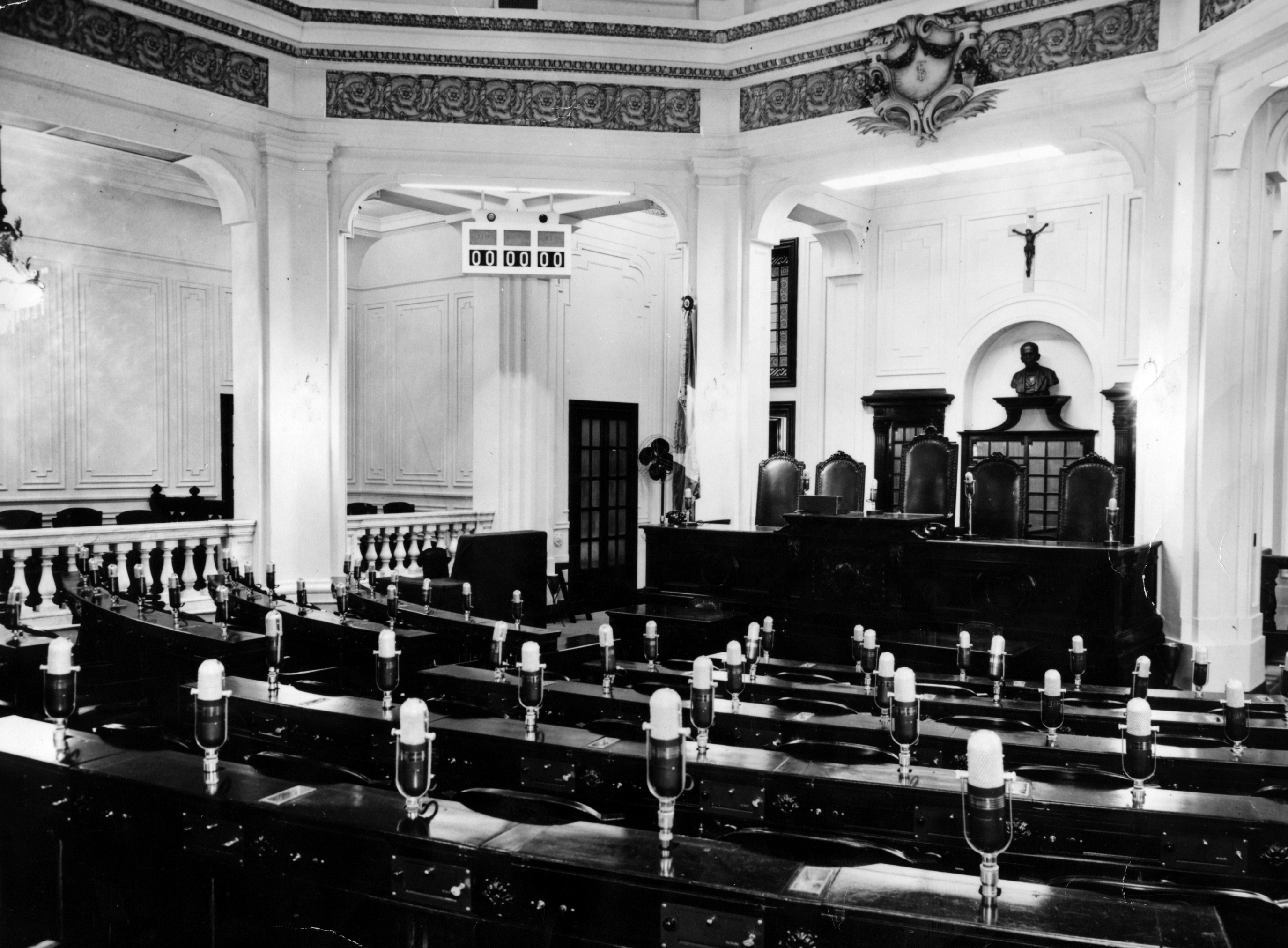
O interior do Palácio Monroe, antiga sede do Senado no Rio de Janeiro.

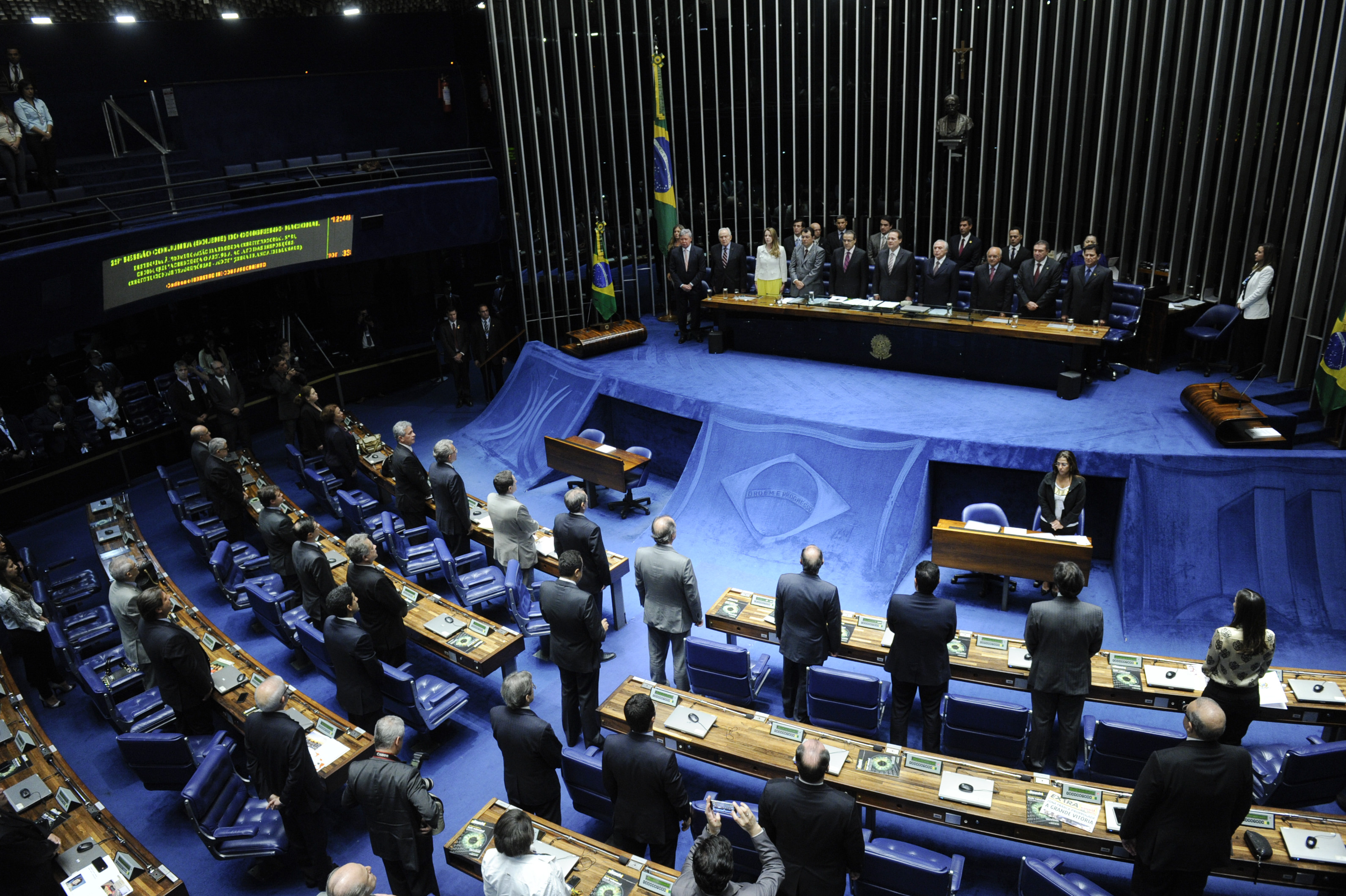
Visão do plenário do Senado, em 2014.

Atualmente, o Senado Federal possui 81 senadores, que através do voto majoritário, são eleitos e exercem seus cargos para mandatos de oito anos, sendo que são renovados em uma eleição um terço das cadeiras e na eleição subsequente dois terços delas. As eleições para senador são feitas junto com as eleições para Presidente da República, Governador estadual, Deputado Federal, Estadual e/ou Distrital, dois anos após as eleições municipais. Todas as 27 unidades da Federação (26 estados e o Distrito Federal) possuem a mesma representatividade, com três senadores cada. Os senadores representam os estados e não a população, daí portanto a não proporcionalidade em relação ao número de habitantes de cada estado.
O atual presidente do Senado Federal do Brasil é o senador Rodrigo Pacheco, filiado ao PSD, do estado do Minas Gerais, que comanda a Casa no biênio 2023-2025. Até 1° de fevereiro de 2021, o presidente foi o senador Davi Alcolumbre, filiado também ao Democratas, do estado do Amapá. Seu antecessor, Eunício Oliveira, foi eleito para a Presidência do Senado em fevereiro de 2017. O presidente anterior a Eunício havia sido o senador alagoano Renan Calheiros (afastado em 5 de dezembro por uma liminar do ministro do Supremo Tribunal Federal (STF) Marco Aurélio Mello,), filiado ao Movimento Democrático Brasileiro (MDB) de Alagoas. O Presidente em exercício passou a ser Jorge Viana, filiado ao Partido dos Trabalhadores (PT) do Acre, que não chegou a assumir por decisão da mesa do Senado. Em 7 de dezembro de 2016, o Supremo Tribunal Federal (STF) decidiu por 6 votos a 3 manter Renan Calheiros na presidência do Senado. Além das lideranças do governo e de cada partido, o Senado possui também lideranças do bloco parlamentar da maioria, da minoria e de apoio ao governo. Possui, ao todo 2 819 funcionários terceirizados pertencentes a 34 empresas cujos contratos custam anualmente R$ 155 milhões de reais, além de aproximadamente 2 500 servidores de carreira, a um custo anual de 1,4 bilhão de reais.
Em termos de transparência de sua atuação e gastos, o Senado publica dados sobre os projetos de lei e outras matérias e o uso de verbas indenizatórias. Entre as críticas registradas sobre a transparência da Câmara alta, estão a publicação precária dos dados sobre a assiduidade dos senadores no plenário e nas comissões, além da não publicação dos dados referentes às viagens parlamentares. As principais estruturas internas do Senado Federal são a Secretaria-Geral da Mesa, responsável pela coordenação de todo o processo legislativo nas comissões e no Plenário, e a Diretoria-Geral, responsável pela gestão administrativa da Casa, em particular contratações, manutenção, gestão de recursos humanos e orçamentários.
Para ampliar a participação popular no processo legislativo, o Senado criou o Portal e-Cidadania. Por meio deste portal, qualquer pessoa pode enviar ideias para a criação de novas lei, participar dos debates nas audiências públicas e opinar sobre todos projetos de lei que tramitam na Casa.
No dia 20 de março de 2020, o Senado iniciou a primeira sessão virtual desde sua criação, para votar decreto de calamidade pública em meio a Pandemia de COVID-19, doença causada pelo novo coronavírus.
No dia 5 de fevereiro de 2021, após a eleição de Rodrigo Pacheco, Diego Amorim chamou a atenção n'O Antagonista para o fato do Senado ter reativado a ferramenta que permite a população acompanhar as propostas em avaliação. Ela tinha sido desativada em 10 de setembro de 2020, após a PEC que previa a reeleição de Davi Alcolumbre ter repercussão negativa na mesma plataforma.

## Funções
Segundo o cientista político e professor da PUC, Ricardo Ismael, em países que adotam o federalismo, ou seja, que são politicamente divididos em Estados, como é o caso do Brasil, o Senado existe para igualar a representatividade de todos os Estados da Federação, já que no Senado Federal todos os Estados tem três representares e na Câmara dos Deputados, o número de parlamentares é proporcional à população de cada unidade federativa, o que poderia fazer com que os interesses dos Estados com mais habitantes prevalecessem nas decisões do país.
Segundo o artigo 52 da Constituição Federal brasileira de 1988, cabe exclusivamente ao Senado Federal do Brasil:
- Processar e julgar, nos crimes de responsabilidade: Presidente da República, Vice Presidente, Ministros do Supremo Tribunal Federal, Membros do Conselho de Justiça e do Conselho Nacional do Ministério Público, Procurador-Geral da República, Advogado-Geral da União e, nos crimes conexos ao Presidente e Vice, Ministros de Estado, Comandantes das Forças Armadas.
- Aprovar a nomeação de autoridades indicadas pelo Presidente da República: Ministros de Tribunais Superiores, Ministros do Tribunal de Contas, Presidente e Diretores do Banco Central do Brasil, Procurador-Geral da República, Chefes de Missão Diplomática e outros cargos que a lei determinar.
- Autorizar operações externas de natureza financeira, de interesse da União, dos Estados, do Distrito Federal, dos Territórios e dos Municípios.
- Fixar, por proposta do Presidente da República, limites globais para o montante da dívida consolidada da União, dos Estados, do Distrito Federal e dos Municípios.
- Dispor sobre limites globais e condições para as operações de crédito externo e interno da União, dos Estados, do Distrito Federal e dos Municípios, de suas autarquias e demais entidades controladas pelo Poder Público federal.
- Dispor sobre limites e condições para a concessão de garantia da União em operações de crédito externo e interno.
- Estabelecer limites globais e condições para o montante da dívida mobiliária dos Estados, do Distrito Federal e dos Municípios.
- Suspender a execução, no todo ou em parte, de lei declarada inconstitucional por decisão definitiva do Supremo Tribunal Federal.
- Aprovar, por maioria absoluta e por voto secreto, a exoneração, de ofício, do Procurador-Geral da República antes do término de seu mandato.
- Elaborar seu regimento interno.
- Dispor sobre sua organização, funcionamento, polícia, criação, transformação ou extinção dos cargos, empregos e funções de seus serviços, e a iniciativa de lei para fixação da respectiva remuneração, observados os parâmetros estabelecidos na lei de diretrizes orçamentárias
- Eleger membros do Conselho da República.
- Avaliar periodicamente a funcionalidade do Sistema Tributário Nacional e o desempenho das administrações tributárias da União, dos Estados e do Distrito Federal e dos Municípios.

## Estrutura

### Gabinetes

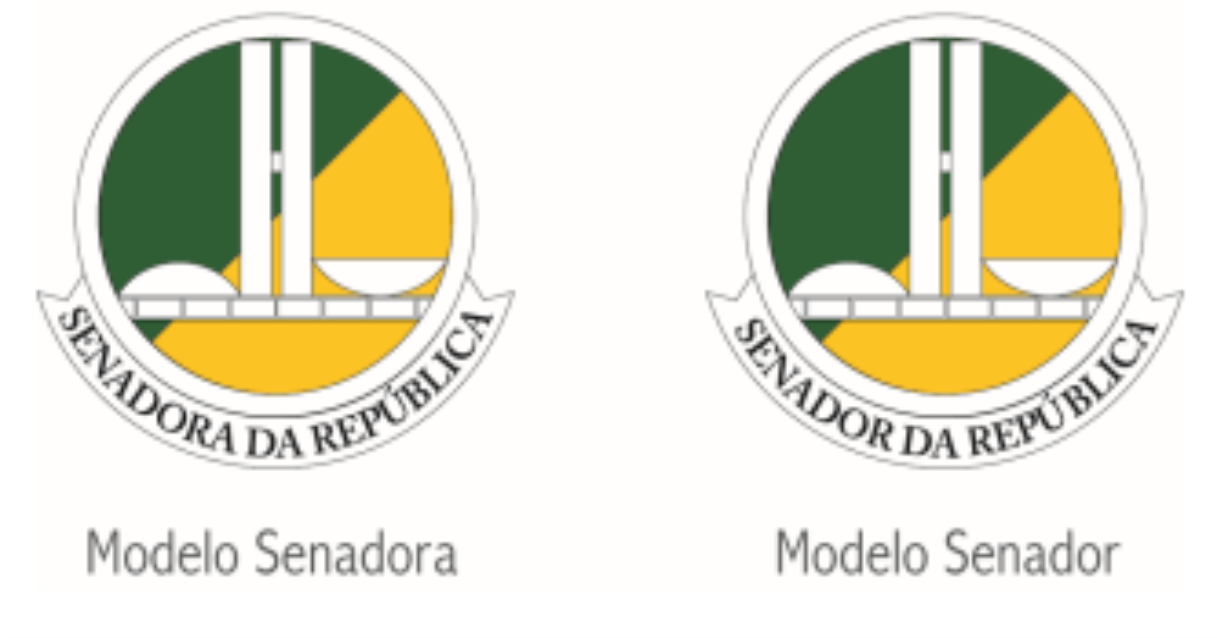
Distintivo atual de senador e senadora no Brasil.

Cada Senador possui um Gabinete, composto por servidores comissionados e efetivos, cujo número máximo de integrantes pode chegar a até 50 pessoas, para assessorar diretamente o Senador nas suas atividades. Por padrão, cada Senador é assistido por 5 Assessores Parlamentares, 6 Secretários Parlamentares e 1 Motorista. O número, contudo, não é fixo, pois alguns cargos em comissão podem ser desdobrados em cargos de menor remuneração, o que permite a nomeação de um número maior de servidores comissionados, a critério de cada Senador.

### Polícia Legislativa Federal
A Secretaria de Polícia Legislativa (SEPOL) é a instituição policial brasileira subordinada ao Senado Federal, que, de acordo com a Constituição de 1988 (art. 52) e o Ato da Comissão Diretora n. 8, de 2024, exerce as funções de polícia judiciária e de polícia ostensiva da Câmara alta do Poder Legislativo da União a fim de promover a manutenção da ordem pública, a incolumidade das pessoas e a proteção dos bens, serviços e interesses do Senado da República. 

### Comissão Diretora
A definição da atual composição da Comissão foi definida, em 2 de fevereiro de 2025.
| Cargo               | Fotografia | Nome               | Partido      | Estado              |
| ------------------- | ---------- | ------------------ | ------------ | ------------------- |
| Presidente          |            | Davi Alcolumbre    | UNIÃO        | Amapá               |
| 1.º Vice-presidente |            | Eduardo Gomes      | PL           | Tocantins           |
| 2.º Vice-presidente |            | Humberto Costa     | PT           | Pernambuco          |
| 1.ª Secretária      |            | Daniella Ribeiro   | PSD          | Paraíba             |
| 2.º Secretário      |            | Confúcio Moura     | MDB          | Rondônia            |
| 3.ª Secretária      |            | Ana Paula Lobato   | PDT          | Maranhão            |
| 4.º Secretário      |            | Laércio Oliveira   | PP           | Sergipe             |
| 1.º Suplente        |            | Chico Rodrigues    | PSB          | Roraima             |
| 2.º Suplente        |            | Mecias de Jesus    | Republicanos | Roraima             |
| 3.º Suplente        |            | Styvenson Valentim | PSDB         | Rio Grande do Norte |
| 4.ª Suplente        |            | Soraya Thronicke   | PODE         | Mato Grosso do Sul  |

#### Composição e lideranças
A atual composição da Casa (57.ª Legislatura, março de 2023) é a seguinte:
| Partido      | Senadores | Líder / representante | Bloco                   | Posição      |
| ------------ | --------- | --------------------- | ----------------------- | ------------ |
| PSD          | 15        | Omar Aziz             | Resistência Democrática | Governo      |
| PL           | 11        | Carlos Portinho       | Vanguarda               | Oposição     |
| MDB          | 10        | Eduardo Braga         | Democracia              | Governo      |
| UNIÃO        | 8         | Efraim Morais Filho   | Democracia              | Independente |
| PT           | 8         | Rogério Carvalho      | Pelo Bem do Brasil      | Governo      |
| PP           | 6         | Tereza Cristina       | Aliança                 | Oposição     |
| PODE         | 6         | Carlos Viana          | Democracia              | Oposição     |
| PSB          | 4         | Cid Gomes             | Resistência Democrática | Governo      |
| Republicanos | 4         | Mecias de Jesus       | Aliança                 | Oposição     |
| PSDB         | 3         | Plínio Valério        | Democracia              | Independente |
| PDT          | 3         | Weverton Rocha        | Pelo Bem do Brasil      | Governo      |
| NOVO         | 1         | Eduardo Girão         | Vanguarda               | Oposição     |

#### Composição dos blocos partidários
A atual composição dos Blocos partidários, Governo, Oposição, Maioria e Minoria são as seguintes:
| Bloco                                                           | Senadores                     | Líder               |
| --------------------------------------------------------------- | ----------------------------- | ------------------- |
| Bloco Parlamentar Democracia (MDB, União Brasil, Podemos, PSDB) | 25                            | Efraim Morais Filho |
| Bloco Parlamentar da Resistência Democrática (PSD e PSB)        | 19                            | Eliziane Gama       |
| Bloco Parlamentar Vanguarda (PL e NOVO)                         | 15                            | Wellington Fagundes |
| Bloco Parlamentar Pelo Bem do Brasil (PT e PDT)                 | 12                            | Weverton Rocha      |
| Bloco Parlamentar Aliança (PP e Republicanos)                   | 10                            | Hiran Gonçalves     |
|                                                                 |                               |                     |
| Liderança da Maioria                                            | Liderança da Maioria          | Renan Calheiros     |
| Liderança da Minoria                                            | Liderança da Minoria          | Ciro Nogueira       |
| Liderança do Governo                                            | Liderança do Governo          | Jaques Wagner       |
| Liderança da Oposição                                           | Liderança da Oposição         | Rogério Marinho     |
| Liderança da Bancada Feminina                                   | Liderança da Bancada Feminina | Leila Barros        |

### Comissões permanentes
| Sigla | Comissão                                                                               | Instaurada em           | Presidente                      | Site |
| ----- | -------------------------------------------------------------------------------------- | ----------------------- | ------------------------------- | ---- |
| CRA   | Comissão de Agricultura e Reforma Agrária                                              | 22 de fevereiro de 2005 | Zequinha Marinho (PODE-PA)      | Link |
| CAE   | Comissão de Assuntos Econômicos                                                        | 1935                    | Renan Calheiros (MDB-AL)        | Link |
| CAS   | Comissão de Assuntos Sociais                                                           | 1989                    | Marcelo Castro (MDB-PI)         | Link |
| CCT   | Comissão de Ciência, Tecnologia, Inovação e Informática                                | 8 de fevereiro de 2007  | Flávio Arns (PSB-PR)            | Link |
| CCDD  | Comissão de Comunicação e Direito Digital                                              | 14 de junho de 2023     | Presidência Vaga                | Link |
| CCJ   | Comissão de Constituição, Justiça e Cidadania                                          | 1935                    | Otto Alencar (PSD-BA)           | Link |
| CDR   | Comissão de Desenvolvimento Regional e Turismo                                         | 5 de maio de 2004       | Dorinha Rezende (UNIÃO-TO)      | Link |
| CDH   | Comissão de Direitos Humanos e Legislação Participativa                                | 8 de novembro de 2001   | Damares Alves (Republicanos-DF) | Link |
| CE    | Comissão de Educação e Cultura                                                         | 1935                    | Teresa Leitão (PT-PE)           | Link |
| CEsp  | Comissão de Esporte                                                                    | 14 de junho de 2023     | Leila Barros (PDT-DF)           | Link |
| CMA   | Comissão de Meio Ambiente                                                              | 2017                    | Fabiano Contarato (PT-ES)       | Link |
| CRE   | Comissão de Relações Exteriores e Defesa Nacional                                      | 1946                    | Nelsinho Trad (PSD-MS)          | Link |
| CSP   | Comissão de Segurança Pública                                                          | 14 de junho de 2023     | Flávio Bolsonaro (PL-RJ)        | Link |
| CI    | Comissão de Serviços de Infraestrutura                                                 | 1989                    | Marcos Rogério (PL-RJ)          | Link |
| CTFC  | Comissão de Transparência e Governança, Fiscalização e Controle e Defesa do Consumidor | 1995                    | Hiran Gonçalves (PP-RR)         | Link |